# Lucretilis
Lucretilis is een geslacht van rechtvleugeligen uit de familie veldsprinkhanen (Acrididae). De wetenschappelijke naam van dit geslacht is voor het eerst geldig gepubliceerd in 1878 door Stål.

## Soorten
Het geslacht Lucretilis omvat de volgende soorten:
- Lucretilis antennata Bolívar, 1898
- Lucretilis bolivari Miller, 1934
- Lucretilis dohrni Ramme, 1941
- Lucretilis jucunda Miller, 1953
- Lucretilis maculata Willemse, 1936
- Lucretilis splendens Willemse, 1938
- Lucretilis taeniata Stål, 1878
- Lucretilis uvarovi Miller, 1935